# Kasaoka
Kasaoka (japanska: 笠岡市 ?, Kasaoka-shi) är en stad i Okayama prefektur i Japan. Staden fick stadsrättigheter 1952.